# Déception (militaire)
Pour les articles homonymes, voir Déception (homonymie).
Pour les techniques de diversion dans le cadre d'un conflit armé, voir Diversion.
Dans le domaine militaire, le mot déception désigne les principes et les manœuvres stratégiques et tactiques, et les moyens techniques destinés à tromper l'adversaire. La déception englobe la dissimulation et la simulation.

## Étymologie
Hors du contexte militaire, le mot anglais deception se traduit par « tromperie » en français. Cependant, le mot ne serait pas forcément un anglicisme calqué sur l'anglais deception. Selon Rémy Hémez, « le mot déception, souvent considéré comme un anglicisme, est employé depuis au moins le XVe siècle, en français, dans le sens de tromperie. La racine latine du mot est deceptum (forme du verbe decipere) qui signifie « attraper, tromper, abuser ». »

## Définition
Selon l'OTAN, la déception se définit comme des :

« Mesures visant à induire l'ennemi en erreur, grâce à des truquages, des déformations de la réalité, ou des falsifications, en vue de l'inciter à réagir d'une manière préjudiciable à ses propres intérêts. »

De façon générale, la déception est le travestissement volontaire de la réalité dans le but de gagner un avantage compétitif. Rémy Hémez donne la définition suivante de la déception, proche de celle de l'OTAN :

« Effet résultant de mesures visant à tromper l’adversaire en l’amenant à une fausse interprétation des attitudes amies en vue de l’inciter à réagir d’une manière préjudiciable à ses propres intérêts et de réduire ses capacités de riposte. La déception comprend la dissimulation, la diversion et l’intoxication. »

## Seconde Guerre mondiale
De nombreuses opérations de ce type furent montées pendant la Seconde Guerre mondiale, notamment par les Alliés pour tromper le commandement allemand sur les lieux réels de ses débarquements. Une des plus connues est l'opération Fortitude, destinée à dissimuler le futur débarquement en Normandie.
- Voir Catégorie:Opération de désinformation ou de diversion de la Seconde Guerre mondiale